# جون تايلور (ممثل)
جون تايلور (بالإنجليزية: Joan Taylor)‏ (و. 1929 – 2012 م) هي كاتبة سيناريو، وممثلة تلفزيونية، وممثلة أفلام أمريكية، ولدت في جنيف، توفيت في سانتا مونيكا، كاليفورنيا، عن عمر يناهز 83 عاماً، بسبب مرض.

## وصلات خارجية
- جون تايلور على موقع IMDb (الإنجليزية)
- جون تايلور على موقع ألو سيني (الفرنسية)
- جون تايلور على موقع تيرنر كلاسيك موفيز (الإنجليزية)
- جون تايلور على موقع أول موفي (الإنجليزية)
- جون تايلور على موقع قاعدة بيانات الأفلام السويدية (السويدية)
- جون تايلور على موقع قاعدة بيانات الفيلم (الإنجليزية)
- جون تايلور على موقع كينوبويسك (الروسية)